# محمد نجيب (لاعب كرة قدم)
محمد نجيب الغريب محمد لاعب كرة قدم مدافع ظهر باتحاد الشرطة، وتم ضمه لمنتخب مصر الأول خلال تصفيات الأمم الأفريقية 2012 وكانت أول مباراة أمام النيجر. وقد حجز مكان له بالتشكيل الأساس للنادي الأهلي قبل إصابته.

## مسيرته الكروية

### مع الأندية
بدأ مشواره مع كرة القدم حينما ظهر مع فريق بلدية المحلة عام 2007، وخاض معه موسمين حتى انتقل في عام 2009 إلى نادى اتحاد الشرطة الرياضي، ليكتب معه فصلًا من فصول حياته الرياضية، وخاض معه موسمين قدم فيهما كرة قدم رائعة، وظهر بقوة بجانب زميله في ذلك الوقت أحمد دويدار. وفي عام 2011 لعبت الصدفة دورها في انتقاله إلى النادي الأهلي؛ إذ أن الفريق فاوض اتحاد الشرطة في بادئ الأمر لانتقال مدافعه أحمد دويدار، لكن إدارة الشرطة تمسكت باللاعب خلال هذه الفترة، حتى غير الأهلي وجهة نظره عن دويدار وقاموا بالتفاوض بشأن نجيب، ولم تبدِ إدارة نادي الشرطة أي اعتراض على انتقال محمد نجيب للأهلي، وانضم اللاعب للنادي ليكمل مسيرته الكروية بأعرق أندية القارة السمراء.
وقدم مع الأهلي مواسم قوية وأداءً طيبًا؛ حيث فاز مع الأهلي بالعديد من الألقاب المحلية والقارية، بالإضافة إلى أنه شارك مع الأهلي بكأس العالم للأندية مرتين.

### مع المنتخب
ودوليًّا لعب مع منتخب مصر في عام 2012، حينما اختاره برادلي لمباراة النيجر بتصفيات الأمم الأفريقية، ومنذ ذلك الوقت بات يستدعى لمعسكرات المنتخب الوطني، حتى أصيب مع النادي الأهلي وغاب فترة عن الفريق لاستكمال علاجه، إلى أن عاد مرة ثانية للفريق الأحمر ومنه إلى المنتخب الوطني.

## إحصائيات مشاركاته
آخر تحديث في 30 يونيو 2018

### مع الأندية
| الفريق       | الموسم    | الدوري  | الدوري | الكأس   | الكأس | البطولات القارية | البطولات القارية | بطولات أخرى | بطولات أخرى | الإجمالي | الإجمالي |
| الفريق       | الموسم    | مشاركات | أهداف  | مشاركات | أهداف | مشاركات          | أهداف            | مشاركات     | أهداف       | مشاركات  | أهداف    |
| ------------ | --------- | ------- | ------ | ------- | ----- | ---------------- | ---------------- | ----------- | ----------- | -------- | -------- |
| بلدية المحلة | 2007–2008 | 26      | 0      |         |       | —                | —                | —           | —           | 26       | 0        |
| بلدية المحلة | الإجمالي  | 26      | 0      |         |       | —                | —                | —           | —           | 26       | 0        |
| اتحاد الشرطة | 2008–2009 | 10      | 1      |         |       | —                | —                | —           | —           | 10       | 1        |
| اتحاد الشرطة | 2009–2010 | 24      | 2      |         |       | —                | —                | —           | —           | 24       | 2        |
| اتحاد الشرطة | 2010–2011 | 30      | 0      | 1       | 0     | —                | —                | —           | —           | 31       | 0        |
| اتحاد الشرطة | الإجمالي  | 64      | 3      | 1       | 0     | —                | —                | —           | —           | 65       | 3        |
| الأهلي       | 2010–2011 | 0       | 0      | 2       | 1     | 3                | 0                | —           | —           | 5        | 1        |
| الأهلي       | 2011–2012 | 5       | 0      | 0       | 0     | 13               | 1                | 3           | 0           | 21       | 1        |
| الأهلي       | 2012–2013 | 9       | 0      | 0       | 0     | 13               | 0                | 2           | 0           | 24       | 0        |
| الأهلي       | 2013–2014 | 20      | 0      | 2       | 0     | 15               | 1                | 1           | 0           | 38       | 1        |
| الأهلي       | 2014–2015 | 26      | 0      | 5       | 1     | 11               | 0                | 1           | 0           | 43       | 1        |
| الأهلي       | 2015–2016 | 11      | 0      | 2       | 0     | 1                | 0                | 0           | 0           | 14       | 0        |
| الأهلي       | 2016–2017 | 21      | 1      | 4       | 0     | 4                | 0                | 3           | 0           | 32       | 1        |
| الأهلي       | 2017–2018 | 15      | 0      | 2       | 0     | 2                | 0                | 0           | 0           | 19       | 0        |
| الأهلي       | الإجمالي  | 107     | 1      | 17      | 2     | 62               | 2                | 10          | 0           | 196      | 5        |

### مع النادي الأهلي
آخر تحديث في 30 يونيو 2018
| الدوري  | الدوري | الكأس   | الكأس | كأس السوبر | كأس السوبر | الكئوس الأفريقية | الكئوس الأفريقية | الكئوس العالمية | الكئوس العالمية | الكئوس العربية | الكئوس العربية | المجموع الكلي | المجموع الكلي |
| مشاركات | أهداف  | مشاركات | أهداف | مشاركات    | أهداف      | مشاركات          | أهداف            | مشاركات         | أهداف           | مشاركات        | أهداف          | مشاركات       | أهداف         |
| ------- | ------ | ------- | ----- | ---------- | ---------- | ---------------- | ---------------- | --------------- | --------------- | -------------- | -------------- | ------------- | ------------- |
| 107     | 1      | 17      | 2     | 2          | 0          | 62               | 2                | 5               | 0               | 3              | 0              | 196           | 5             |

## روابط خارجية
- محمد نجيب على موقع الاتحاد الدولي (مؤرشف)  (الإنجليزية)
- محمد نجيب على موقع قاعدة بيانات كرة القدم.إي يو (الإنجليزية)
- محمد نجيب على موقع ناشيونال فوتبول تيمز (الإنجليزية)
- محمد نجيب على موقع Soccerway.com (الإنجليزية)